# Unité urbaine de Podensac
L'unité urbaine de Podensac est une unité urbaine française, centrée sur la ville de Podensac, dans département de la Gironde, en région Nouvelle-Aquitaine.

## Données globales
En 2010, selon l'Insee, l'unité urbaine de Podensac est composée de trois communes, toutes situées dans l'arrondissement de Langon, subdivision administrative du département de la Gironde.
L'unité urbaine de Podensac représente un pôle urbain de l'aire urbaine de Bordeaux.

## Délimitation de l'unité urbaine de 2010
Liste des communes appartenant à l'unité urbaine de Podensac selon la nouvelle délimitation de 2010 et sa population municipale.
| Nom      | Code Insee | Statut | Superficie (km2) | Population (dernière pop. légale) | Densité (hab./km2) |
| -------- | ---------- | ------ | ---------------- | --------------------------------- | ------------------ |
| Arbanats | 33007      |        | 7,6              | 1 355 (2022)                      | 178                |
| Podensac | 33327      |        | 8,34             | 3 300 (2022)                      | 396                |
| Virelade | 33552      |        | 13,41            | 1 120 (2022)                      | 84                 |

## Évolution démographique
L'évolution démographique ci-dessous concerne l'unité urbaine de Podensac délimitée selon le périmètre de 2010.
| 1968  | 1975  | 1982  | 1990  | 1999  | 2009  | 2014  | 2016  | 2018  |
| ----- | ----- | ----- | ----- | ----- | ----- | ----- | ----- | ----- |
| 2 923 | 3 127 | 3 598 | 3 752 | 3 837 | 4 588 | 5 287 | 5 480 | 5 575 |

| 2022  | - | - | - | - | - | - | - | - |
| ----- | - | - | - | - | - | - | - | - |
| 5 775 | - | - | - | - | - | - | - | - |

### Articles externes
- L'unité urbaine de Podensac sur le splaf Gironde
- Composition communale de l'unité urbaine de Podensac selon le nouveau zonage de 2010